# Sonate pour violon et piano no 1 de Bloch
Pour les articles homonymes, voir Sonate pour violon et piano.
La Sonate pour violon et piano no 1 d’Ernest Bloch est une œuvre de musique de chambre composée en 1920 à Cleveland. Elle porte comme dédicace : « À mon ami, Paul Rosenfeld ». Elle a été créée le 26 février 1921 au Aeolian Hall à New York par Paul Kochanski et Arthur Rubinstein et le 12 mai 1923 au Théâtre du Vieux Colombier à Paris par Joseph Szigeti et Youra Guller.

## Structure
La sonate comporte trois mouvements et dure environ 30 minutes :
1. Agitato
2. Molto quieto
3. Finale - Moderato